# Fourplay
Pour les articles homonymes, voir Fourplay (homonymie).
Fourplay est un supergroupe américain de smooth jazz composé de Bob James (claviers), Chuck Loeb (guitare), Nathan East (basse) et Harvey Mason (batterie). Lee Ritenour a été le guitariste du groupe de 1990 à 1998, avant d'être remplacé par Larry Carlton, qui lui-même céda sa place à Chuck Loeb en 2010, qui a été le guitariste de Fourplay jusqu'en 2017, année de son décès (31 juillet 2017).

## Discographie

### Albums studio
- 1991: Fourplay (Warner Bros)
- 1993: Between The Sheets (Warner Bros)
- 1995: Elixir (Warner Bros) - Avec Phil Collins au chant sur Why Can't it Wait 'Til Morning?
- 1998: 4 (Warner Bros)
- 1999: Snowbound (Warner Bros)
- 2000: ...Yes, Please! (Warner Bros)
- 2002: Heartfelt (Arista/Bluebird)
- 2004: Journey (Arista/Bluebird)
- 2006: X (Arista/Bluebird) - Avec Michael McDonald sur My Love's Leavin
- 2008: Energy (Heads Up)
- 2010: Let's Touch The Sky (Heads Up)
- 2012: Esprit De Four (Heads Up)
- 2015: Silver (Heads Up)

### Compilations et Lives
- 1997: The Best Of Fourplay (Warner Bros)